# Domowina

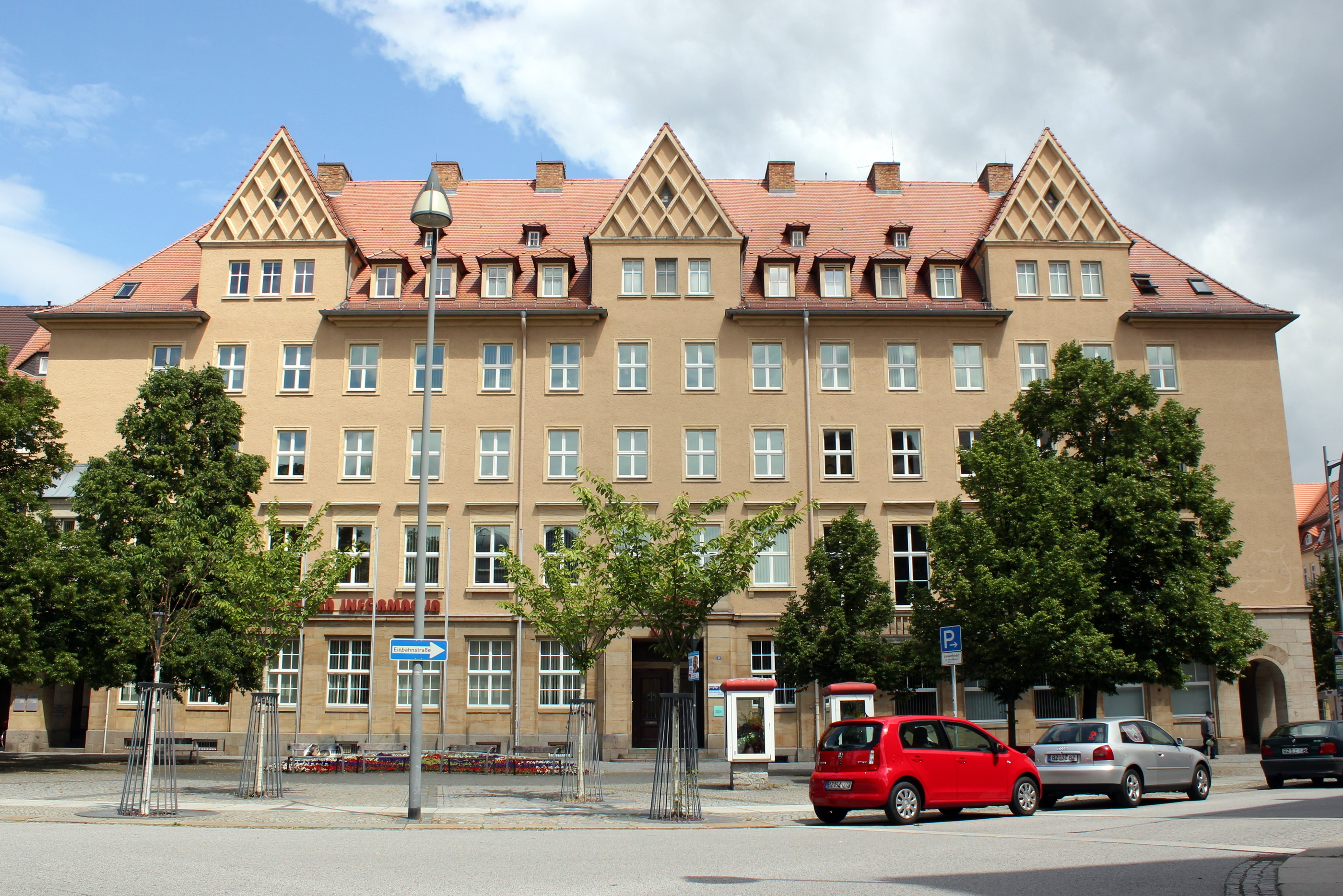
Serbski dom - sede da Domowina em Bautzen

Domowina é a liga política independente dos povos sorábios, organização "guarda-chuva" que engloba as sociedades sorábias na Lusácia (Alemanha). Ela representa os interesses do povo sorábio, como sucessora direta da antiga Liga dos Sorábios Lusácios de Domowina. A instituição se situa em Bautzen..